# Phiala bergeri
Phiala bergeri is een vlinder uit de familie van de Eupterotidae. De wetenschappelijke naam van de soort is voor het eerst voorgesteld door Pierre-Claude Rougeot in een publicatie uit 1975.
De soort komt voor in Ethiopië.